# Silje Hauland
Silje Cathrine Hauland (ur. 26 sierpnia 1971) – norweska zapaśniczka walcząca w stylu wolnym. Brązowa medalistka mistrzostw świata w 1987 roku.
Mistrzyni Norwegii w 1991 roku.